# Lucrezia Borgia
Lucrezia Borgia, česky též Lukrécie (18. dubna 1480 Subiaco – 24. června 1519 Ferrara) byla italská šlechtična z rodu Borgiů, nemanželská dcera papeže Alexandra VI. a Vannozzy dei Cattanei. Vládla jako guvernérka Spoleta, což byla funkce, kterou obvykle zastávali kardinálové.
Její rodina jí sjednala několik sňatků, které posílily jejich vlastní politickou pozici, včetně Giovanniho Sforzy, pána z Pesara a Gradary, hraběte z Cotignoly; Alfonse Aragonského, vévody z Bisceglie a knížete ze Salerna; a Alfonse I. d'Este, vévody z Ferrary. Alfons Aragonský byl nemanželským synem neapolského krále a podle tradice ho mohl nechat zavraždit Lucreziin bratr Cesare Borgia poté, co jeho politická hodnota poklesla.
Různé příběhy o ní a její rodině vykreslují Lucrezii jako femme fatale, roli, ve které byla zobrazena v mnoha uměleckých dílech, románech a filmech.

## Mládí

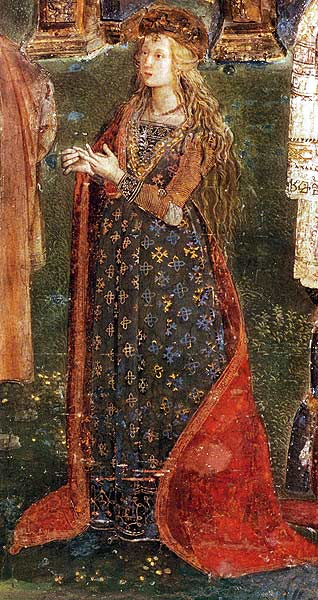
Údajný portrét Lucrezie jako svaté Kateřiny Alexandrijské na fresce od Pinturicchia. „Síň svatých“ v apartmánech Borgia ve Vatikánu, cca 1494

Lucrezia Borgia se narodila 18. dubna 1480 v Subiacu, nedaleko Říma. Její matkou byla Vannozza dei Cattanei, jedna z milenek Lucreziina otce, kardinála Rodriga de Borgia (pozdějšího papeže Alexandra VI.).
V dětství byla Lucreziina výchova svěřena Adrianě Orsini de Milan, blízké důvěrnici jejího otce. Vzdělání získávala především v paláci Pizzo de Merlo, budově sousedící s rezidencí jejího otce. Na rozdíl od většiny vzdělaných žen své doby, pro které byly hlavním zdrojem poznání kláštery, pocházelo její vzdělání ze světa intelektuálů u dvora a od blízkých příbuzných. Zahrnovalo pevné základy v humanitních vědách, které tehdy katolická církev znovu oživovala. Byla důkladně vzdělanou princeznou, plynně mluvila španělsky, katalánsky, italsky a francouzsky, což ji připravovalo na výhodný sňatek s jakýmkoli evropským monarchou či princem. Byla rovněž gramotná v latině i řečtině. Ovládala hru na loutnu, poezii i rétoriku. Největším důkazem její inteligence byly její administrativní schopnosti – později v životě se starala o korespondenci Vatikánu a správu Ferrary.

## Životopis
Na veřejnosti se objevovala ve společnosti své rodiny, tj. ve společnosti svých tří bratrů, pozdější otcovy milenky Giulie Farnese a Adriany de Mila. Jako jedenáctiletou ji otec plánoval provdat za španělského šlechtice dona Gaspara d'Aversa. Po smrti papeže Innocence VIII. se její otec kardinál Rodrigo Borgia stal papežem Alexandrem VI. a plánovaný sňatek již nebyl dostatečně výhodný. Lucreziiným manželem se stal hrabě z Pesary, Giovanni Sforza.
Po několika letech chtěl papež její manželství zrušit s odůvodněním, že nebylo naplněno pro impotenci manžela. Giovanni Sforza se nařčení bránil, poukazoval na to, že papež chce dceru pro sebe a navíc veřejně odsoudil údajné incestní vztahy Lucrezie a jejích bratrů. Rodina ho však nepodpořila, a tak nakonec podepsal prohlášení, že manželství nebylo naplněno. Lucrezia v té době měla vášnivý románek s mladým Pedrem Caldésem, takže když byla v prosinci 1497 ve Vatikánu prohlášena za „virgo intacta“ (nedotčená panna), byla již několik měsíců těhotná. Poté, co se o tomto vztahu dozvěděl Lucreziin bratr Juan, nejdřív před otcem Pedra zranil kordem, pak jej dal uvěznit a hodit do Tibery.
Po narození dítěte čekal Lucrezii další sňatek, tentokrát s Alfonsem Aragonským. Do manžela se vášnivě zamilovala, což se nezamlouvalo žárlivému bratrovi Cesaremu. Po politické roztržce na švagra poslal nájemné vrahy. Zraněnému Alfonsovi se podařilo dostat do Vatikánu, kde Lucrezia pečovala o nemocného papeže. Smrti z rukou Cesara nicméně neunikl, ten se dokonce k jeho zavraždění veřejně přiznal s odůvodněním, že mu usiloval o život. Po těchto událostech byla Lucrezia poslána do Nepi v etruských horách, odkud psala žalostné dopisy a podepisovala se „la infelicissima“ – nejnešťastnější.
Alexandr pro svou dceru vyhlédl nového ženicha, ferrarského prince Alfonse d'Este. Svatba v zastoupení se konala 1. září 1501 ve Ferraře, velkolepé oslavy probíhaly i v Římě. Ve Vatikánu se konala hostina, o které se mluvilo jako o „plesu kurtizán“. Ty tančily nahé a následných orgií se prý zúčastnili všichni přítomní s výjimkou novomanželů. Před odjezdem do Ferrary papež zabezpečil Lucreziiny děti – Giovanni (otec Pedro Caldés) byl uznán jako syn Cesareho, v tajné bule Spes futura se papež označil sám za Giovanniho otce. Z toho vzniklo podezření, že chlapce zplodil Cesare s vlastní sestrou Lucrezií. Rodrigo (otec Alfonso Aragonský) dostal vévodství Sermoneta.
Dne 6. ledna 1502 odjela z Říma, oslavy v jejím novém domově trvaly šest dní. Naprosto uchvátila město i nového manžela. Začala se soustavně věnovat shromažďování knih, sjížděli se za ní básníci a jiní umělci. Krátce po svatbě otěhotněla, ale předčasně porodila mrtvou holčičku.
Roku 1505 vypukl mor, proto uprchla do Reggia, kde porodila syna Alessandra, ten však přežil jen pár týdnů. Až v dubnu 1508 porodila dědice trůnu – Ercoleho. V té době již ve Ferraře žil její syn Giovanni, který byl jako „bratr vévodkyně“ přijat ke dvoru. Vévodství se zapletlo do války s Francouzi, kdy původně stálo na cizí straně, pak však přešlo na stranu Itálie. Dvůr platil za velmi vážený v celé Evropě. Lucrezia se věnovala zbožným činnostem a duchovním cvičením. Pod drahocennými šaty nosila žíněnou košili. Založila klášter klarisek San Bernardino.
Manželství bylo stále spokojené, v letech 1514–1516 porodila tři děti (dceru Leonoru a syny Alessandra a Francesca). Roku 1519 čekala své osmé dítě, toto těhotenství však bylo velmi vysilující. Dne 14. června přivedla na svět holčičku, která několik hodin poté zemřela. Byla zesláblá, přidaly se vysoké horečky, cítila, že se blíží konec a poprosila v dopise papeže Lva o požehnání. Deset dní po porodu dcery v přítomnosti manžela zemřela.

## Vzhled

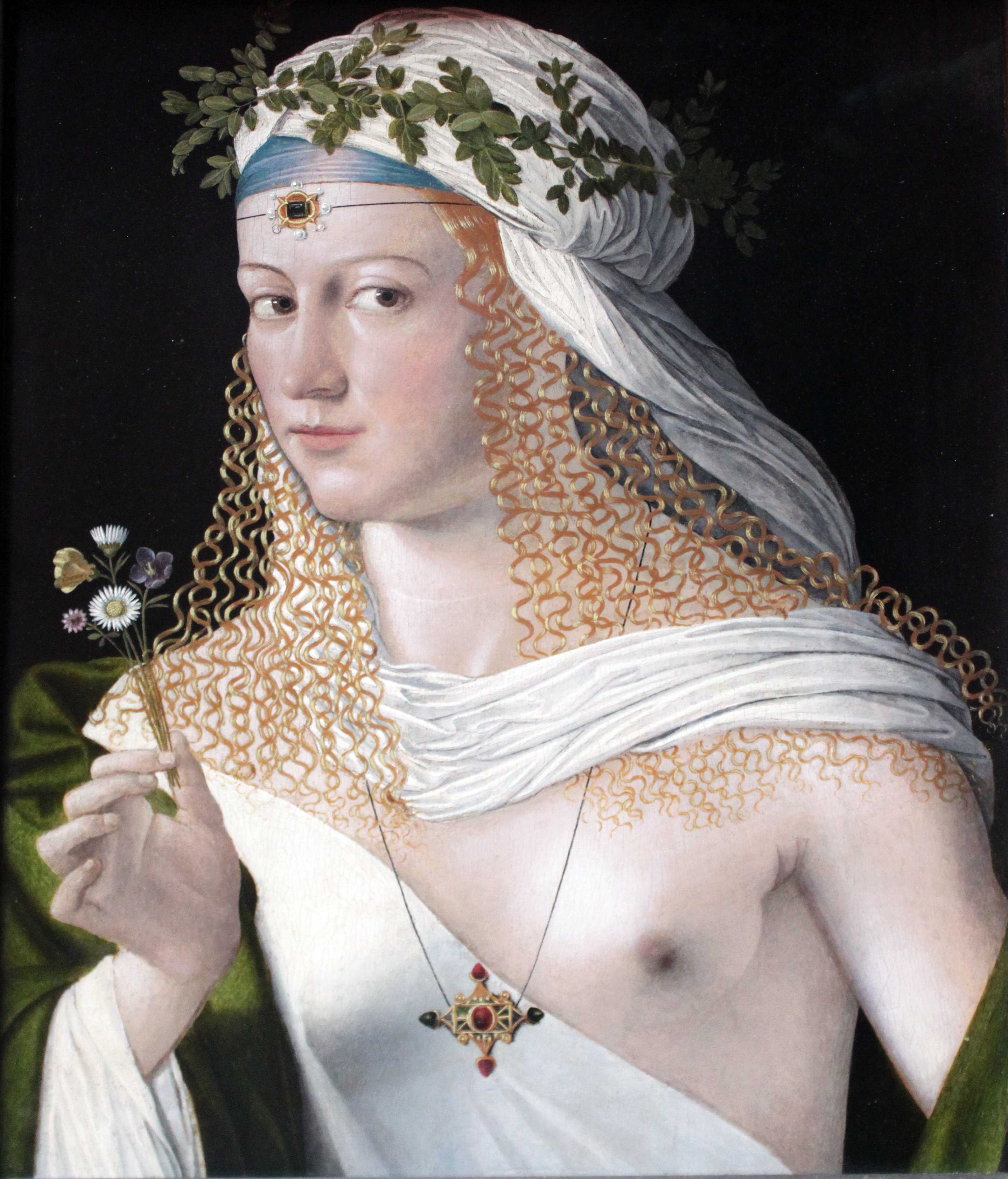
Portrét ženy od Bartolomea Veneta, tradičně považovaný za Lucrezii Borgii

Popisována byla jako žena s těžkými blond vlasy, které jí sahaly až pod kolena, krásnou pletí, oříškovýma očima, které měnily barvu, plným a vysoko posazeným poprsím a přirozenou elegancí, díky níž se zdálo, že „chodí po vzduchu“. Tyto fyzické rysy byly v Itálii vysoce ceněny, protože připomínaly popisy římské bohyně umění, Minervy. Jiný popis uváděl: „Její ústa jsou poněkud větší, zuby zářivě bílé, krk štíhlý a světlý a poprsí obdivuhodně proporční.“
Jeden obraz, Portrét mládence od Dossa Dossiho, vystavený v Národní galerii Viktorie, byl v listopadu 2008 označen za portrét Lucrezie. Tento obraz může být jediným dochovaným oficiálním portrétem Lucrezie Borgie; nicméně o tomto existují pochybnosti. Několik dalších obrazů, jako například fantazijní portrét od Veneta, bylo rovněž považováno za její vyobrazení, avšak žádný z nich zatím nebyl odborníky uznán jako autentický.

Podle Mandella Creightona v jeho Historii papežství:
„Lucrezia byla osobně oblíbená díky své kráse a vlídnosti. Její dlouhé zlaté vlasy, její milá dětská tvář, příjemný výraz a půvabné chování zapůsobily na každého, kdo ji spatřil.“

## Děti
Lucrezia byla matkou sedmi nebo osmi známých dětí:
- Potracená / mrtvě narozená dcera (16. února 1499);[12]
- Rodrigo Aragonský (1. listopadu 1499 – srpen 1512), syn s Alfonsem Aragonským;[12]
- Mrtvě narozená dcera (1502), první dítě s Alfonsem d’Este;
- Alessandro d’Este (1505–1505);
- Ercole II. d’Este, vévoda z Ferrary (5. dubna 1508 – 3. října 1559);
- Ippolito II. d'Este (25. srpna 1509 – 1. prosince 1572), arcibiskup milánský a později kardinál;
- Alessandro d’Este (1514–1516);
- Leonora d’Este (3. července 1515 – 15. července 1575), řeholnice a skladatelka;
- Francesco d’Este, markýz z Massalombardy (1. listopadu 1516 – 2. února 1578);
- Isabella Maria d’Este (narozená a zemřelá 14. června 1519).[13] Komplikace při porodu způsobily smrt Lucrezie o deset dní později.

Giovanni Borgia, „infans Romanus“ („Dítě Říma“, cca 1498–1548), měl své otcovství uznáno Alexandrem a Cesarem ve dvou papežských bulách, ale kolovaly zvěsti, že byl dítětem Lucrezie a Pedra Calderona. Toto dítě (které bylo později označováno za Lucreziina nevlastního bratra) bylo s největší pravděpodobností výsledkem vztahu Rodriga Borgii (papeže Alexandra VI., otce Lucrezie) a neznámé milenky a nebylo Lucreziiným dítětem.
Italská historička Maria Bellonci uvádí, že Lucrezia porodila tři děti, které nepřežily kojenecký věk — jedno s Alfonsem Aragonským a dvě s Alfonsem d’Este. Měla také minimálně čtyřikrát potratit.

## Odrazy v populární kultuře
Stejně tak jako její otec papež Rodrigo Borgia se i ona stala objektem řady pozdějších literárních a filmových a dalších uměleckých děl.

### Knihy
- Rodina – román amerického spisovatele Maria Puza
- Záhadná Lucrecia Borgia nebo Římská madona Lucrecia Borgia – dvoudílný román, autor Jean Plaidy
- Lucrecia Borgia – autor John Faunce
- Lucrecia Borgia – historický román, autor Alfred Schirokauer
- Lucrezia Borgia – Její život a její doba – autorka Maria Bellonciová
- Lucrezia Borgia dcera ďábla – román, autor M. G. Scarsbrook
- Lukrécie z Borgiů – historický román, autor Cécil Saint-Laurent
- Borgia – komiks, autor Jodorovský a Manara
- Vatikánská princezna – autor C. W. Gortner
- Lucreziino srdce – e-kniha Petry Karasové

### Hudba
- Komat – Lukrecie
- Jiří Schelinger – Lucrezia Borgia
- Zuzana Michnová – Lucrezia Borgia
- česká skupina Lucrezia Borgia
- Gaetano Donizetti – Lucrezia Borgia
- Ferenc Liszt – Réminiscences de Lucrezia Borgia, S400

### Filmy
- Lucrezia Borgia – italský němý film z roku 1912
- Lucrezia Borgia – italský němý film z roku 1922
- Don Juan – americký němý film z roku 1926
- Lucrèce Borgia – francouzský film z roku 1935
- Lucrezia Borgia – italský film z roku 1940
- Bride of Vengeance – dobrodružný film z roku 1949 režiséra Mitchella Leisena
- Lucrezia Borgia, l'amante del diavolo – italský film z roku 1968 režiséra Osvalda Civiraniho, hlavní roli ztvárnila Olga Schoberová
- Krev Borgiů – španělský historický film z roku 2006
- Borgia – koprodukční televizní seriál z roku 2010

### Divadlo
- Lucrezia Borgia (muzikál) – tanečně-hudební projekt Libora Vaculíka s hudbou Petra Maláska a texty Václava Kopty, uváděný v letech 2003–2005 v Národním divadle, hlavní roli ztvárnily Bára Basiková a Radka Fišarová[15]

### Videohry
- Lucrezia se objevila jako vedlejší záporná postava ve hře Assassin's Creed: Brotherhood

## Vývod z předků
|                 |                                 |  |  |  |  |  |  |  |  |  |  | Rodrigo de Borja |
|                 |                                 |  |  |  |  |  |  |  |  |  |  |                  |
|                 | Rodrigo Gil de Borja y Fennolet |  |  |  |  |  |  |  |  |  |  |                  |
|                 |                                 |  |  |  |  |  |  |  |  |  |  |                  |
|                 |                                 |  |  |  |  |  |  |  |  |  |  |                  |
|                 |                                 |  |  |  |  |  |  |  |  |  |  |                  |
|                 | Jofré Llançol i Escrivà         |  |  |  |  |  |  |  |  |  |  |                  |
|                 |                                 |  |  |  |  |  |  |  |  |  |  |                  |
|                 |                                 |  |  |  |  |  |  |  |  |  |  |                  |
|                 |                                 |  |  |  |  |  |  |  |  |  |  |                  |
|                 | Sibila de Orms                  |  |  |  |  |  |  |  |  |  |  |                  |
|                 |                                 |  |  |  |  |  |  |  |  |  |  |                  |
|                 |                                 |  |  |  |  |  |  |  |  |  |  |                  |
|                 |                                 |  |  |  |  |  |  |  |  |  |  |                  |
|                 | Alexandr VI.                    |  |  |  |  |  |  |  |  |  |  |                  |
|                 |                                 |  |  |  |  |  |  |  |  |  |  |                  |
|                 |                                 |  |  |  |  |  |  |  |  |  |  |                  |
|                 |                                 |  |  |  |  |  |  |  |  |  |  |                  |
|                 | Domingo de Borja                |  |  |  |  |  |  |  |  |  |  |                  |
|                 |                                 |  |  |  |  |  |  |  |  |  |  |                  |
|                 |                                 |  |  |  |  |  |  |  |  |  |  |                  |
|                 |                                 |  |  |  |  |  |  |  |  |  |  |                  |
|                 | Isabel de Borja y Cavanilles    |  |  |  |  |  |  |  |  |  |  |                  |
|                 |                                 |  |  |  |  |  |  |  |  |  |  |                  |
|                 |                                 |  |  |  |  |  |  |  |  |  |  |                  |
|                 |                                 |  |  |  |  |  |  |  |  |  |  |                  |
|                 | Francisca                       |  |  |  |  |  |  |  |  |  |  |                  |
|                 |                                 |  |  |  |  |  |  |  |  |  |  |                  |
|                 |                                 |  |  |  |  |  |  |  |  |  |  |                  |
|                 |                                 |  |  |  |  |  |  |  |  |  |  |                  |
| Lucrezia Borgia |                                 |  |  |  |  |  |  |  |  |  |  |                  |
|                 |                                 |  |  |  |  |  |  |  |  |  |  |                  |
|                 |                                 |  |  |  |  |  |  |  |  |  |  |                  |
|                 |                                 |  |  |  |  |  |  |  |  |  |  |                  |
|                 |                                 |  |  |  |  |  |  |  |  |  |  |                  |
|                 |                                 |  |  |  |  |  |  |  |  |  |  |                  |
|                 |                                 |  |  |  |  |  |  |  |  |  |  |                  |
|                 |                                 |  |  |  |  |  |  |  |  |  |  |                  |
|                 | Jacopo Pinctoris                |  |  |  |  |  |  |  |  |  |  |                  |
|                 |                                 |  |  |  |  |  |  |  |  |  |  |                  |
|                 |                                 |  |  |  |  |  |  |  |  |  |  |                  |
|                 |                                 |  |  |  |  |  |  |  |  |  |  |                  |
|                 |                                 |  |  |  |  |  |  |  |  |  |  |                  |
|                 |                                 |  |  |  |  |  |  |  |  |  |  |                  |
|                 |                                 |  |  |  |  |  |  |  |  |  |  |                  |
|                 |                                 |  |  |  |  |  |  |  |  |  |  |                  |
|                 | Vannozza dei Cattanei           |  |  |  |  |  |  |  |  |  |  |                  |
|                 |                                 |  |  |  |  |  |  |  |  |  |  |                  |
|                 |                                 |  |  |  |  |  |  |  |  |  |  |                  |
|                 |                                 |  |  |  |  |  |  |  |  |  |  |                  |
|                 |                                 |  |  |  |  |  |  |  |  |  |  |                  |
|                 |                                 |  |  |  |  |  |  |  |  |  |  |                  |
|                 |                                 |  |  |  |  |  |  |  |  |  |  |                  |
|                 |                                 |  |  |  |  |  |  |  |  |  |  |                  |
|                 | Mencia                          |  |  |  |  |  |  |  |  |  |  |                  |
|                 |                                 |  |  |  |  |  |  |  |  |  |  |                  |
|                 |                                 |  |  |  |  |  |  |  |  |  |  |                  |
|                 |                                 |  |  |  |  |  |  |  |  |  |  |                  |
|                 |                                 |  |  |  |  |  |  |  |  |  |  |                  |
|                 |                                 |  |  |  |  |  |  |  |  |  |  |                  |
|                 |                                 |  |  |  |  |  |  |  |  |  |  |                  |
|                 |                                 |  |  |  |  |  |  |  |  |  |  |                  |